# Аллея кошмаров (фильм, 1947)
«Аллея кошмаров» (англ. Nightmare Alley) — фильм нуар режиссёра Эдмунда Гулдинга, вышедший на экраны в 1947 году.
В основу фильма положен одноимённый роман Уильяма Линзи Грэшема. Идея книги сформировалась у Грэшема после продолжительных бесед с бывшим работником бродячего карнавала, с которым он вместе воевал во время Гражданской войны в Испании. После выхода в свет в 1946 году книга стала бестселлером в США.
Тайрон Пауэр стал звездой благодаря ролям в приключенческих фильмах и романтических мелодрамах. Рассчитывая перейти к более содержательным, психологически насыщенным ролям, он приобрёл права на экранизацию этого романа с тем, чтобы сыграть в фильме главную роль. Роль в этом фильме стала для Пауэра одной из лучших в его карьере и сопоставима разве что с его работой в фильме Билли Уайлдера «Свидетель обвинения» (1957).
Для того, чтобы сделать картину более убедительной, студия пошла на беспрецедентные для фильмов нуар расходы, построив полностью работающий карнавал на площади 40 тысяч м², на котором было установлено 100 аттракционов с действующими артистами. У фильма был весьма приличный бюджет, были заняты дорогостоящие артисты и производственная группа.
Фильм отклонился от Производственного кодекса по некоторым незначительным пунктам, в частности, позволил антигерою наслаждаться сексуальными забавами за пределами брака, а злодейке — остаться безнаказанной.

## Сюжет
Очаровательный бродяга Стентон Карлайл (Тайрон Пауэр) получает работу зазывалы в небольшом бродячем карнавале. Вскоре Стентон начинает работать с медиумом Мадмуазель Зеной (Джоан Блонделл) и её сильно пьющим мужем-ассистентом Питом (Иэн Кит). Когда-то у этой пары был главный номер программы. Зена и Пит разработали специальный код, с помощью которого у зрителей создавалась иллюзия, что она читает чужие мысли. Однажды после неназванных событий Пит начал пить, и в итоге номер постепенно терял привлекательность и отошёл на вторые роли. Многие хотели бы перекупить у Зены секрет номера за огромные деньги, но она отказывалась его продавать. Стентон пытается завести роман с Зеной, чтобы она обучила его коду, но она оставалась верной своему мужу и даже планировала направить его в клинику для лечения от алкоголизма. Однажды ночью Стентон случайно даёт Питу вместо бутылки с самогоном бутылку с древесным спиртом, в результате Пит умирает от отравления. Чтобы сохранить номер, Зена вынуждена обучить коду Стентона и сделать его своим ассистентом.
Внимание Стентона привлекает красивая, молодая актриса Молли (Колин Грэй), которая работает в другом номере вместе с глуповатым силачом (Майк Мазурки). Их отношения приводят к свадьбе. Вскоре Стентон вместе с Молли покидает карнавал, обучает Молли коду Зены, и вместе с ней открывает собственное шоу. Он берёт имя Великий Стентон, и начинает выступать перед восторженной публикой в дорогих ночных клубах.
На одном из представлений Стентон знакомится с красивой и хитроумной дамой-психиатром из Чикаго Лилит Риттер (Хелен Уокер), и вскоре они начинают новый, более изощрённый мошеннический бизнес. Лилит снабжает Стентона информацией о своих богатых пациентах, а он на своем шоу выдаёт себя за медиума, который вступает в связь с их умершими родственниками. Однажды Стентон решает сорвать куш, обещая старому миллионеру Эзре Гриндлу (Тейлор Холмс) вызвать дух его умершей возлюбленной. Для этого Стентон уговаривает Молли подыграть ему и просит, чтобы во время спиритического сеанса она прошла во мгле как будто любимая Гриндла. Во время этой сцены Гриндл со слезами на глазах начинает молиться, после чего Молли оказывается не в силах закончить свою роль и сознается в мошенничестве.
Полученные в качестве гонорара от Гриндла 150 тысяч долларов Риттер присваивает себе, а Стентона с помощью шантажа вынуждает бежать из города всего со 150 долларами. Стентон отдает Молли эти деньги и уговаривает её вернуться в бродячий карнавал, а сам погружается в беспробудное пьянство. Окончательно опустившийся Стентон в поисках работы приходит в один из бродячих карнавалов, где ему предлагают самую позорную работу — роль придурка, откусывающего живым цыплятам головы. Не в состоянии более выносить такую жизнь, он почти сходит с ума, но, к счастью, оказывается, что Молли работает в том же карнавале. Когда Стентон снова видит её, к нему возвращается надежда, и Молли клянется восстановить его здоровье. Их отношения превращаются в грустное эхо истории Зены и Пита. В отличие от фильма, в романе Стентон обречён работать придурком до самой смерти от алкоголизма.

## В ролях
- Тайрон Пауэр — Стэнтон «Стэн» Карлайл
- Джоан Блонделл — Зена Крамбейн
- Колин Грэй — Молли Карлайл
- Хелен Уокер — Лилит Риттер
- Тейлор Холмс — Эзра Гриндл
- Майк Мазурки — Бруно
- Ян Кейт — Пит Крамбейн
- Роберт Карнс — Джо (в тирах не указан)

## Оценка критики
После выхода на экраны фильм получил неоднозначные отзывы.
В рецензии «Нью-Йорк таймс» кинокритик Элвис Митчелл указывал: «Если кто-то попытается извлечь какую-либо моральную пользу из „Аллеи кошмаров“, то это будет вывод о том, что ужасное возмездие является неминуемым последствием для того, что попытается насмешливо поиграть в Бога. В остальном впечатления не будут особенно удовлетворяющими. Несмотря на хорошую и сильную актёрскую игру мистера Пауэра и прочих, этот фильм идёт по неприятной драматической земле и лишь изредка достигает какого-либо содержания и становится достойным зрелищем».
Журнал Variety положительно оценил актёрскую игру, указав, что «Аллея кошмаров» — это «суровая и жестокая история, рассказанная с чёткой ясностью гравёра… Безжалостный и беспринципный, он (герой Пауэра) использует женщин в своей жизни для дальнейшего возвышения, наступая на них по мере того, как карабкается вверх. Наиболее живо среди них смотрится Джоан Блонделл в качестве девушки, на которую (Пауэр) работает в телепатическом шоу. Колин Грэй симпатична и убедительна в качестве его верной жены и партнёра по шоу, а Хелен Уокер успешно исполняет роль расчётливой дамы, которая опрокидывает Пауэра с высот судьбы обратно к деградации и роли дурачка. Иэн Кит великолепен в роли вечно пьяного мужа Блонделл». 
В рецензии на фильм 2000 года в Village Voice писатель Джей Хоберман отмечает: «Этот рассказ о взлёте и падении типичного американца нельзя назвать ни великим фильмом, ни даже классическим нуаром, но в нём есть огромное стремление бросить вызов, и после того, как его увидишь, его не просто забыть. В фильме заложено намного больше, чем показано, но то, что увидел зритель, включая ключевую линию деградации на тот момент главной звезды студии „20 век-Фокс“ Тайрона Пауэра, было на редкость мрачно для столь высокостатусной картины».